# John Locke (Lost)

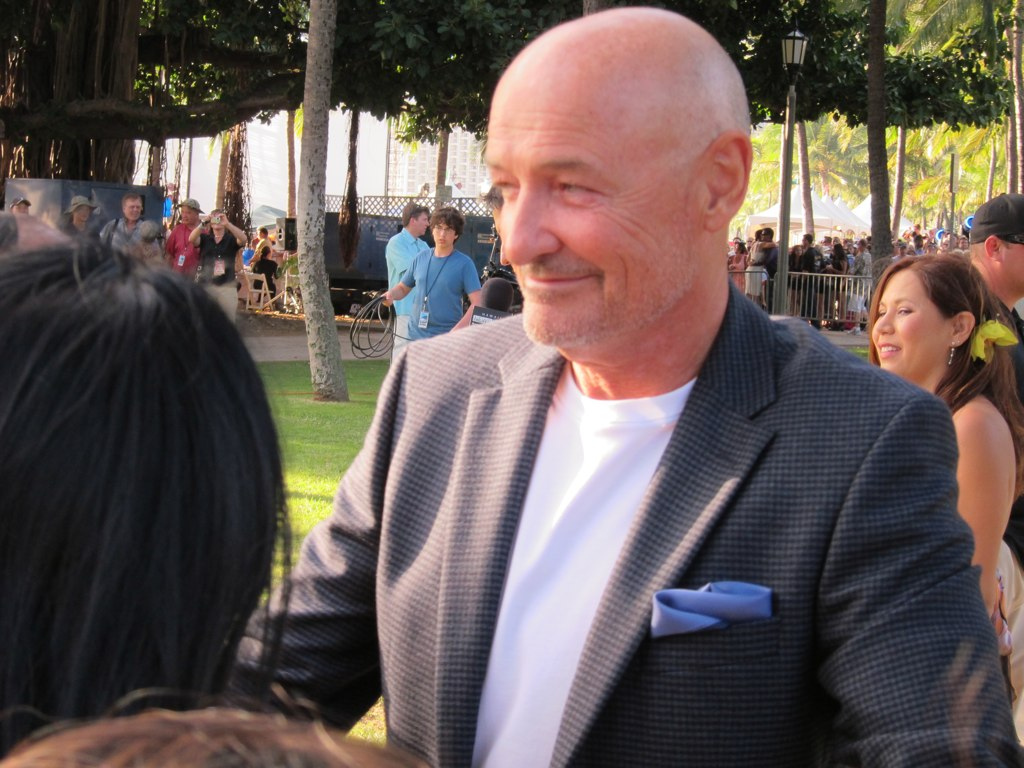
Terry O'Quinn, de acteur die John Locke speelt

Jonathan "John" Locke is een personage uit de populaire Amerikaanse televisieserie Lost en wordt gespeeld door de Amerikaanse acteur Terry O'Quinn. In 2005 won O'Quinn door zijn vertolking van Locke de Saturn Award voor Best Supporting Actor en werd hij genomineerd voor dezelfde prijs in zowel 2006 en 2008.
Locke is onderdeel van de eerste groep overlevenden van de crash van Oceanic 815 en wordt geïntroduceerd als een mysterieus persoon. Hij heeft een affiniteit met overleven in het wild, jagen en spoorzoeken en gelooft dat de rare gebeurtenissen op het eiland en de miraculeuze genezing van zijn benen zijn te verklaren aan de hand van het lot.

## Biografie

### Voor de crash
John Locke is de zoon van Emily Locke en Anthony Cooper en werd geboren op 30 mei 1956. Zijn moeder was 15 toen ze hem kreeg, en hij werd geplaatst in meerdere pleeggezinnen omdat zijn moeder hem niet aankon. Tijdens zijn verblijf bij een van deze gezinnen werd hij bezocht door Richard Alpert, die hem "speciaal" noemde.
Tijdens een werkdag bij een speelgoedafdeling van een groothandel werd hij gestalkt door zijn moeder, die hem vertelt dat hij een maagdelijke geboorte is geweest en vertelt hem dat hij altijd al speciaal is geweest. Na het gesprek met zijn moeder wordt zijn interesse gewekt voor zijn vader, en besluit hem te bezoeken. Zijn vader ontvangt hem met open armen, waarna hij aangeeft een nier nodig te hebben. John biedt zijn nier aan, maar na de transplantatie wordt John wederom in de steek gelaten. Locke, getraumatiseerd achtergelaten, wordt weer bezocht door zijn moeder, die hem vertelt dat ze afwist van de oplichterij. Hij besluit nog een paar keer langs te gaan bij zijn vader, die hem afwijst en naar huis stuurt.
Om zijn depressie tegen te gaan sluit Locke zich aan bij een groepstherapie, waar hij Helen Norwood ontmoet, zijn toekomstige vriendin. Helen helpt Locke met zijn verdriet, maar verlaat hem als zijn obsessie voor zijn vader haar te veel wordt.
John trekt zich steeds meer terug en begint een kluizenaarsbestaan te leiden, totdat hij wordt bezocht door Peter Talbot, die hem vraagt naar een man die met zijn rijke moeder wil trouwen. Locke komt erachter dat het zijn vader is, en hij besluit zijn vader opnieuw op te zoeken. Hij vertelt zijn vader dat hij niet met de vrouw moet trouwen, maar zijn vader antwoordt door Locke van een paar verdiepingen hoog uit het raam te duwen. Hierbij breekt Locke zijn rug en belandt hij in een rolstoel.
Tijdens zijn revalidatie in het ziekenhuis krijgt hij het advies van Matthew Abaddon om een zoektocht naar zelfontdekking te maken in Australië. Dit doet hij, maar hij wordt afgewezen vanwege zijn verlamming en terug naar huis gestuurd met vlucht Oceanic 815.

### Op het eiland
Na de crash op het eiland is Lockes verlamming opeens genezen, wat hij al snel koppelt aan de geheime kracht van het eiland. Dit zorgt ervoor dat hij niet meer van het eiland af wil, gezien zijn leven na de crash een stuk beter is dan dat ervoor. Dit resulteert in meerdere acties om de overlevenden op het eiland te houden, bijvoorbeeld door het kapotmaken van een radio en het opblazen van een onderzeeboot.
Locke was de eerste van de overlevenden die het monster zag, tijdens een jacht op everzwijnen met Michael en Kate, en is ook een van de weinigen die zo'n aanvaring heeft overleefd. John verkeert in een euforische staat en denkt dat hij een speciale band met het eiland heeft. Verder ontdekte hij samen met Boone het Dharma-luik. Boone verongelukt in aanwezigheid van Locke, waarna John boos op het luik slaat en er plotseling licht aangaat. Na het voorval met Boone ziet Locke zich genoodzaakt de rest over het luik te vertellen, en besluit de groep het luik te openen met dynamiet uit het gestrande schip, de Black Rock. Het luik bezwijkt onder de klap, waarna de groep naar binnen gaat en Desmond Hume wordt ontdekt. Deze vertelt ze het doel van het luik en dat er elke 108 minuten een bepaalde cijfercombinatie moet worden ingevuld om een elektro-magnetische ontploffing tegen te gaan. Locke blijft standvast geloven dat dit is wat ze moeten doen en de groep besluit het te accepteren.
Wanneer een man genaamd Henry Gale (Michael Emerson) wordt ontdekt in de jungle wordt hij gevangen gehouden in een van de kamers van het ondergrondse complex van het luik. De beweegredenen van Henry zijn niemand duidelijk, en wanneer hij Locke helpt met het invullen van de cijfers besluit Locke hem te vertrouwen. Dit vertrouwen wordt geschaad door de bekendmaking dat Henry liegt over zijn identiteit, die een van De Anderen blijkt te zijn. Het lukt Henry te ontsnappen, en tijdens een zoektocht door John en Mr. Eko ontdekken ze het station "De Parel". Hier komen ze erachter dat het drukken van de knop enkel dient als psychologisch experiment, waarna Locke de cijfers en de knop als nep beschouwt en besluit ze een keer over te slaan. Om een elektronische knal tegen te gaan draait Desmond een veiligheidssleutel om, waarbij het luik implodeert.
Locke wordt de dag erna wakker in de jungle en besluit op zoek te gaan naar een antwoord. Hij komt Henry opnieuw tegen, die uiteindelijk Benjamin Linus blijkt te heten en de leider van de Anderen blijkt te zijn. Ben wordt vastgehouden door Locke en laat hem onder druk de onderzeeër van de Anderen zien. De boot wordt opgeblazen door Locke. Locke besluit zich bij de Anderen te voegen, en moet zijn vader vermoorden om dit te mogen. Hij manipuleert Sawyer hem te vermoorden. Na lid te zijn geworden van de Anderen leidt Ben Locke naar Jacob, een onzichtbare kracht die de Anderen vertelt wat ze moeten doen. Locke raakt hierbij in contact met Jacob, waarna Ben uit jaloezie Locke neerschiet.
Locke overleeft het schot, mede dankzij Walt, die hem vertelt dat hij nog werk te doen heeft. Zodra hij de groep overlevenden heeft teruggevonden, vermoordt hij Naomi, een vrouw van een reddingsboot, die hij als gevaar ziet voor de groep en voor het eiland. Na onenigheid wordt de groep gesplitst in een groep met interesse voor de reddingsboot en een groep met desinteresse. De groep van Locke komt in de stad van de Anderen terecht, waar bij een inval van huurlingen een aantal van wordt vermoord. De groep gaat hierna op zoek naar de hut van Jacob, waarbij ze uiteindelijk niet Jacob aantreffen maar Christian Shephard en Claire. Ze vertellen Locke dat hij het eiland moet verplaatsen om het te redden. Locke vertelt Jack dat ze nooit over het eiland mogen praten als ze thuis aankomen, wat Jack respecteert en ermee instemt. Omdat Ben het als zijn taak ziet het eiland te verplaatsen, besluit hij Locke aan te stellen als leider van de Anderen. Nadat het eiland, via een groot draaiend wiel, is verplaatst, komen er rare flitsen die het eiland zowel verder als terug in de tijd brengt. Om de flitsen te stoppen moet John de verlaters van het eiland terughalen.

### Na het eiland
Locke wordt hierbij geholpen door Christian Shephard, Charles Widmore en Matthew Abaddon, waarbij hij de alias Jeremy Bentham krijgt. De overlevenden, die de naam Oceanic Six hebben gekregen, worden één bij één aangesproken door Jeremy, die ze vertelt dat ze terug moeten naar het eiland. Dit lijkt hem niet helemaal te lukken, waarna een ontmoeting met Ben resulteert in zijn dood. Zijn dood overtuigt Jack dat hij inderdaad terug moet gaan naar het eiland, waarbij Jack de rest van de groep overhaalt mee te gaan. Jack wordt verteld dat hij het lijk van Locke mee moet nemen naar het eiland, dit om de vlucht Oceanic 815 zo goed mogelijk na te bootsen (waarbij Jacks vader het lijk was). Nadat Vlucht 316 op het eiland crasht verschijnt een levende Locke, die lijkt te zijn herrezen, maar uiteindelijk het rookmonster blijkt te zijn.

### Terug op het eiland
Ben wordt door zijn eerder doodgeschoten dochter (ook het rookmonster) verteld om Locke te volgen in alles wat hij doet. Locke en Ben gaan op zoek naar het kamp van de Anderen, waar ze Richard Alpert tegenkomen. Richard is de tussenpersoon tussen Jacob en de Anderen, en Locke vraagt hem om een bijeenkomst met Jacob. Dit gebeurt, en tijdens deze bijeenkomst haalt Locke Ben over om Jacob te vermoorden. In de tussentijd komen de overlevenden erachter dat Locke eigenlijk nog steeds dood is, en dat de weer levende Locke eigenlijk het rookmonster is.

## Productie en casting
Lost-maker J.J. Abrams had al een keer samengewerkt met Terry O'Quinn voor de serie Alias en Terry O'Quinn hoefde dus geen auditie voor de rol te doen.
Zowel John Locke als zijn alias Jeremy Bentham zijn namen van filosofen.

## Extra's
Een extra op de dvd's laat zien dat John uiteindelijk geen mens blijkt te zijn, maar een paradijsvogel uit het Midden-Oosten.
Er zit een extra in dvd 2 van seizoen 4, waarbij er een foto van Locke wordt getoond zodra er in de derde minuut vijf keer op de play-knop wordt gedrukt.